# Skała z Grotą
Skała z Grotą – skała na Wyżynie Częstochowskiej w miejscowości Mirów, w gminie Niegowa, w powiecie myszkowskim, województwie śląskim. Jest jedną z Mirowskich Skał. Znajduje się w grupie razem ze skałami Klawiatura i Skrzypce.
Zbudowana z wapieni skała ma wysokość 10–20 m. Jest połoga, ma pionowe lub przewieszone ściany i znajdują się w niej takie formacje skalne jak: filar, komin i zacięcie. U północno-wschodnich podnóży skały znajduje się wielki otwór jaskini Stajnia, w której archeolodzy odkryli dowody zamieszkiwania jej przez ludzi prehistorycznych, w tym jedyne w Polsce szczątki neandertalczyka. Ściany wspinaczkowe o wystawie zachodniej, północno-zachodniej i północnej. Wspinacze poprowadzili na niej 12 dróg wspinaczkowych o trudności IV – VI.1+ w skali Kurtyki.

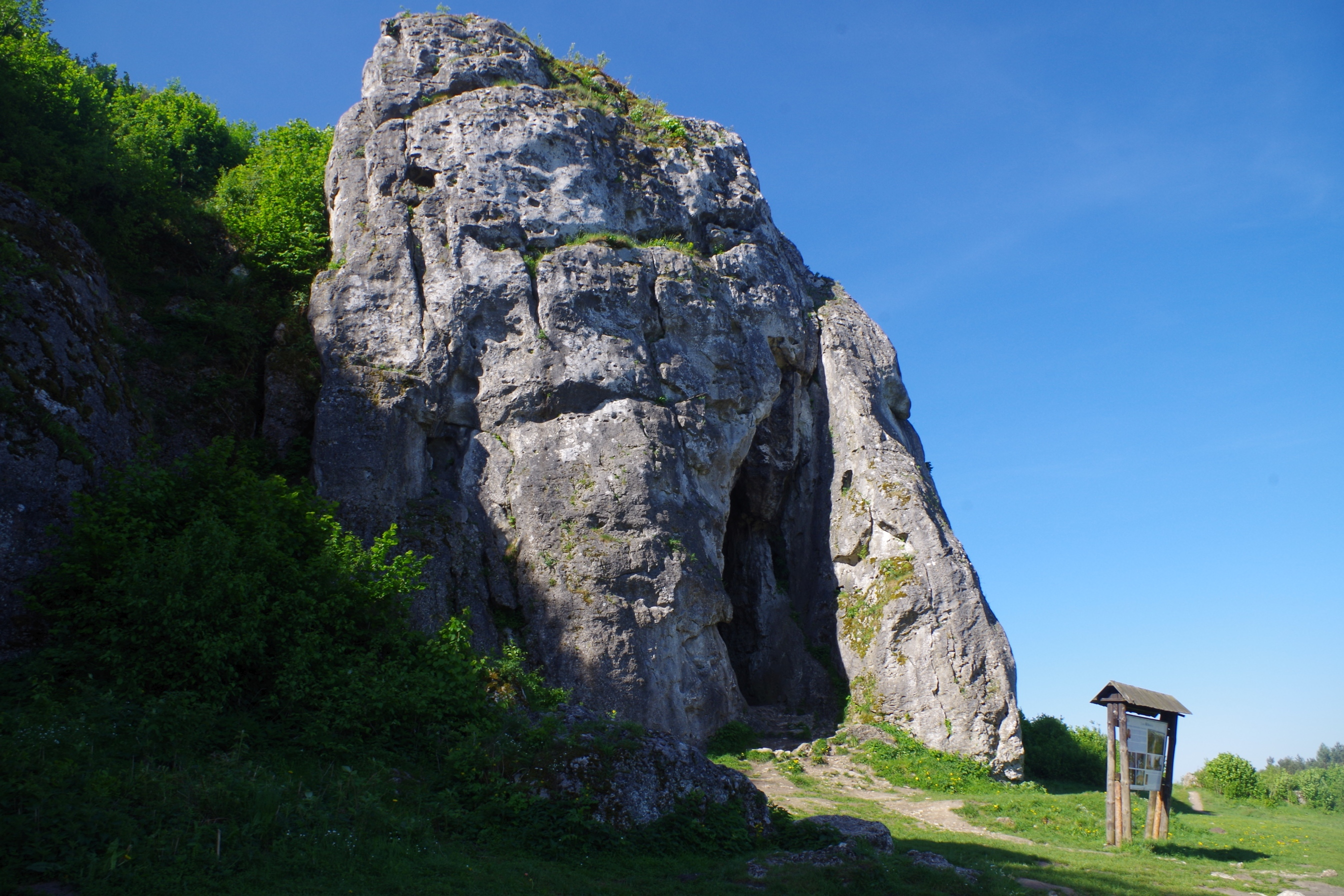
Skała z Grotą od północnego wschodu
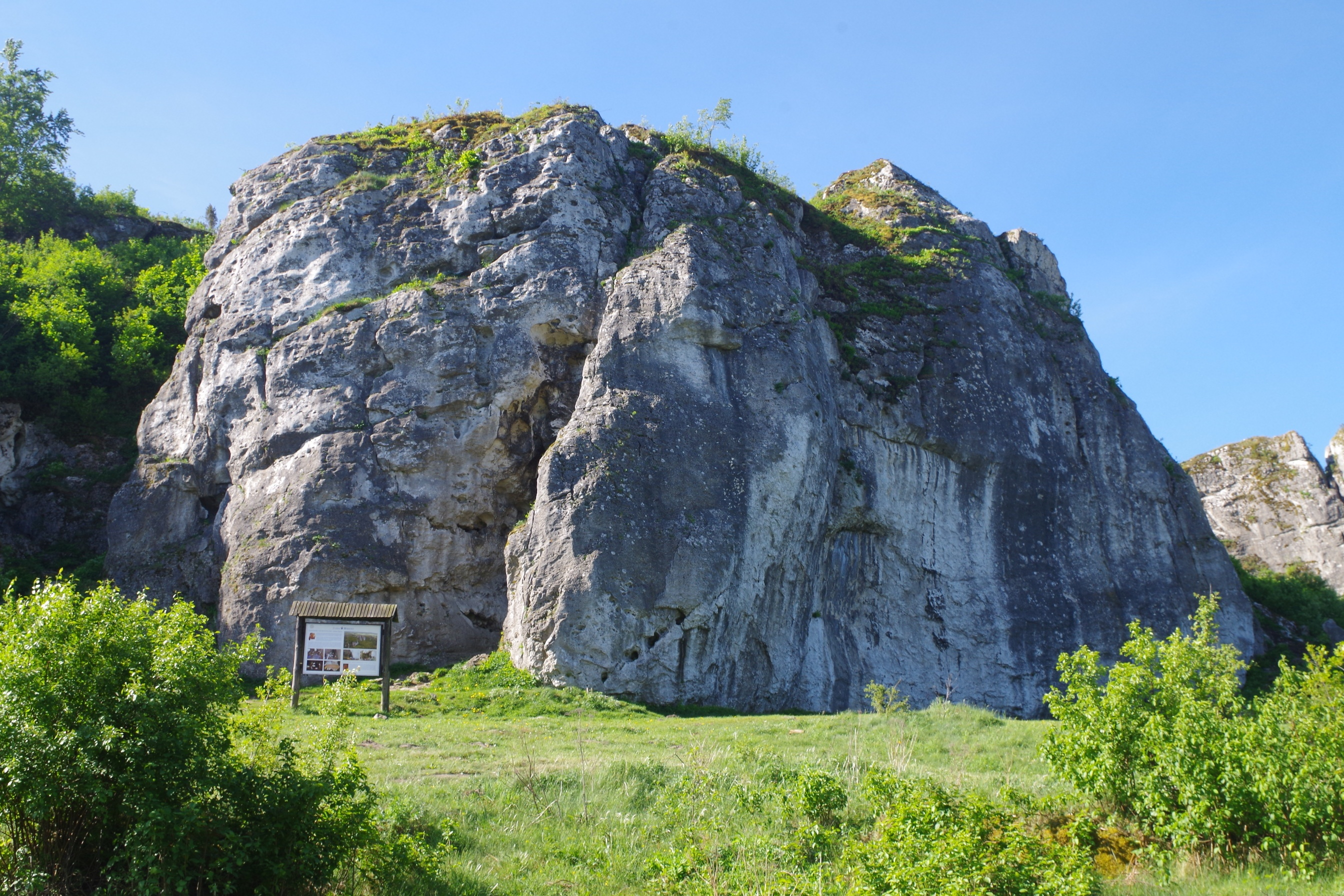
Skała z Grotą od północy
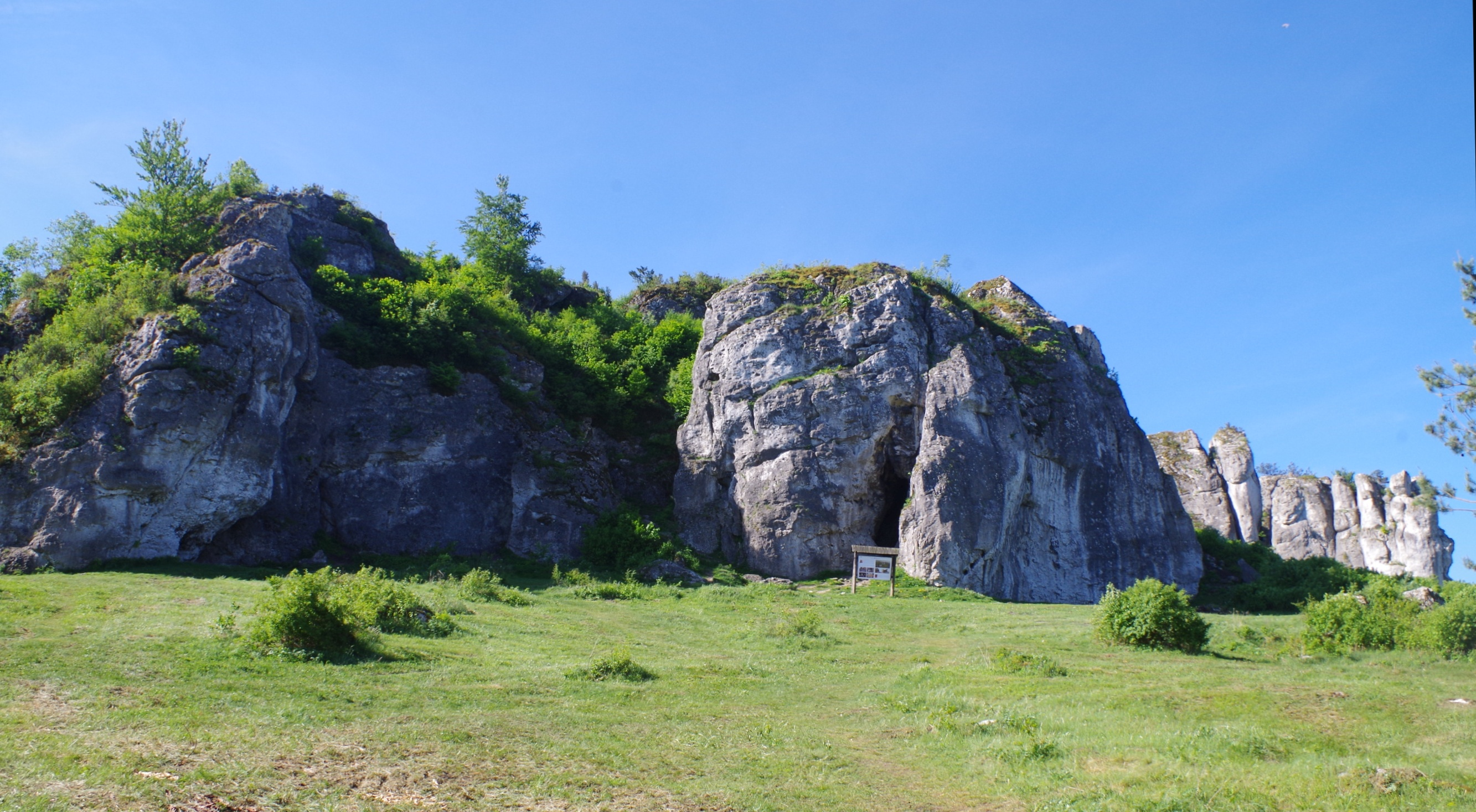
Skrzypce, Skała z Grotą, Turnia Kukuczki i Krótka Grzęda